# Verrallina varietas
Verrallina varietas är en tvåvingeart som först beskrevs av George Frederick Leicester 1908.  Verrallina varietas ingår i släktet Verrallina och familjen stickmyggor. Inga underarter finns listade i Catalogue of Life.